# Franklin Graham

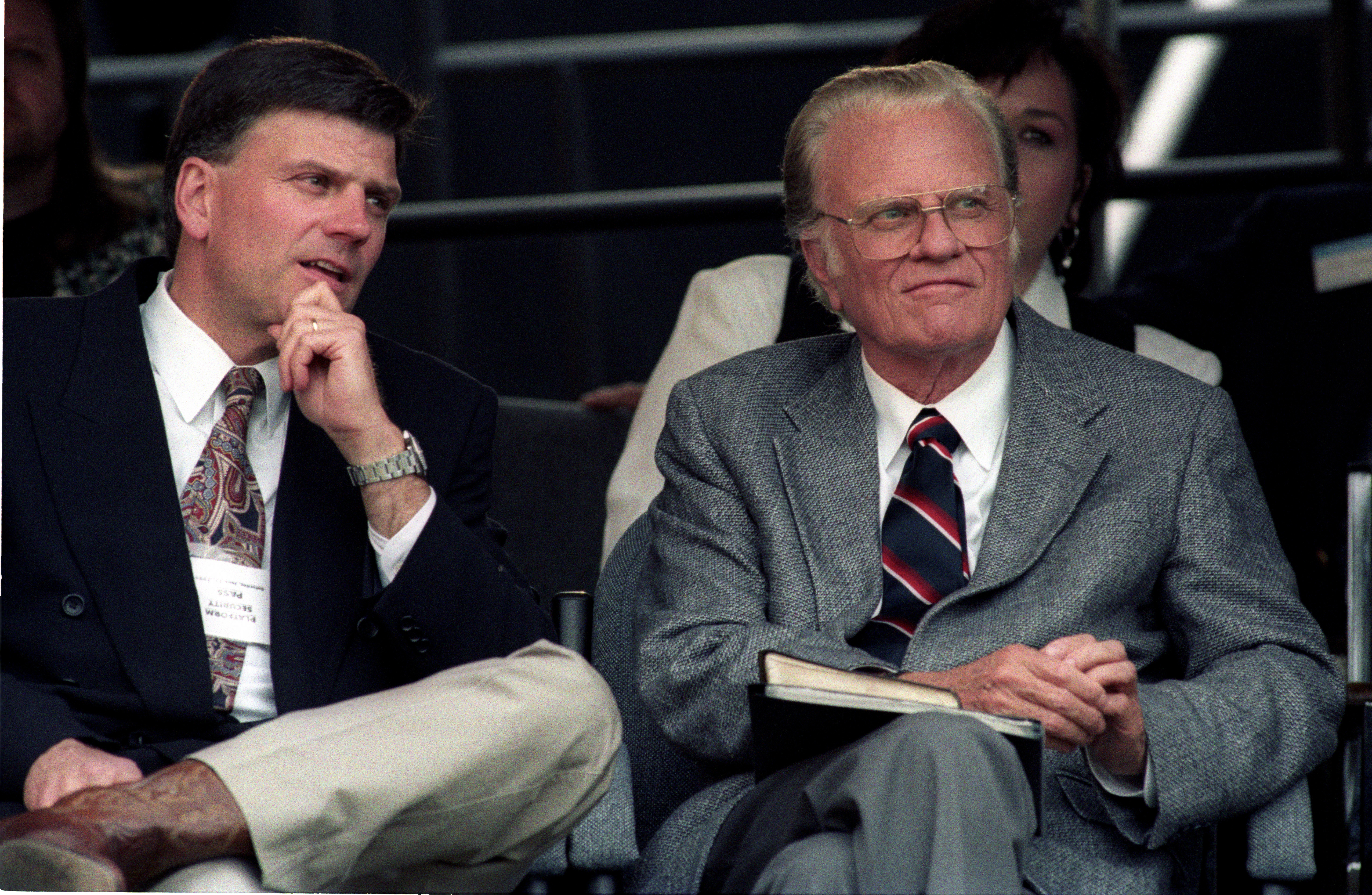
Franklin i Billy Grahamowie (1994)

Franklin Graham (ur. 14 lipca 1952 w Asheville) – amerykański ewangelista, autor kilku książek. Syn Billy’ego Grahama. Najstarszy jego syn, Wim (ur. 1975), również jest ewangelistą (od 2006).

## Życiorys

### Wczesne lata
Jako dziecko postępował w sposób, który nie przystawał do tradycyjnej roli pastorskiego dziecka: palił papierosy, pił alkohol, słuchał rocka, lubił szybkie samochody i motocykle. W roku 1974 podczas podróży na Bliski Wschód miał przeżyć nowonarodzenie. Na początku lat 80. zaczął głosić w małych miejscowościach. W czerwcu 1995 roku podczas krucjaty w Toronto zdarzyło się, że Billy Graham był zbyt chory, aby głosić. BGEA zastanawiało się wtedy komu przekazać sukcesję. 7 listopada 1995 został jednogłośnie wybrany na wicedyrektora BGEA. Postrzegany był jako kopia ojca: ta sama ekspresja, ten sam styl gestykulacji, w ten sam sposób wskazuje palcem na tłum, gdy przestaje mówić w ten sam sposób składa dłonie na ramionach, w ten sam sposób powołuje się na Biblię.

### Ewangelista
W 2001 roku Franklin przejął prowadzenie misji Billy’ego Grahama – BGEA. Udzielił błogosławieństwa dla Busha podczas jego pierwszej inauguracji prezydenckiej w 2001 roku.
W 2005 roku na liście najbardziej wpływowych ewangelikalnych postaci w USA („TIME Magazine”), umieszczony został na 9. pozycji.
Znany jest z wielu kontrowersyjnych wypowiedzi wobec islamu i hinduizmu. W 2010 podał w wątpliwość, by prezydent Obama był autentycznym chrześcijaninem, zarzucił mu, że jest kryptomuzułmaninem. Po oświadczeniu Obamy, że jest chrześcijaninem, oświadczył jednak, że nie ma powodu, by nie wierzyć mu na słowo. Po wyborach prezydenckich 2012 roku oświadczył, że Stany Zjednoczone znajdują się na drodze do destrukcji.

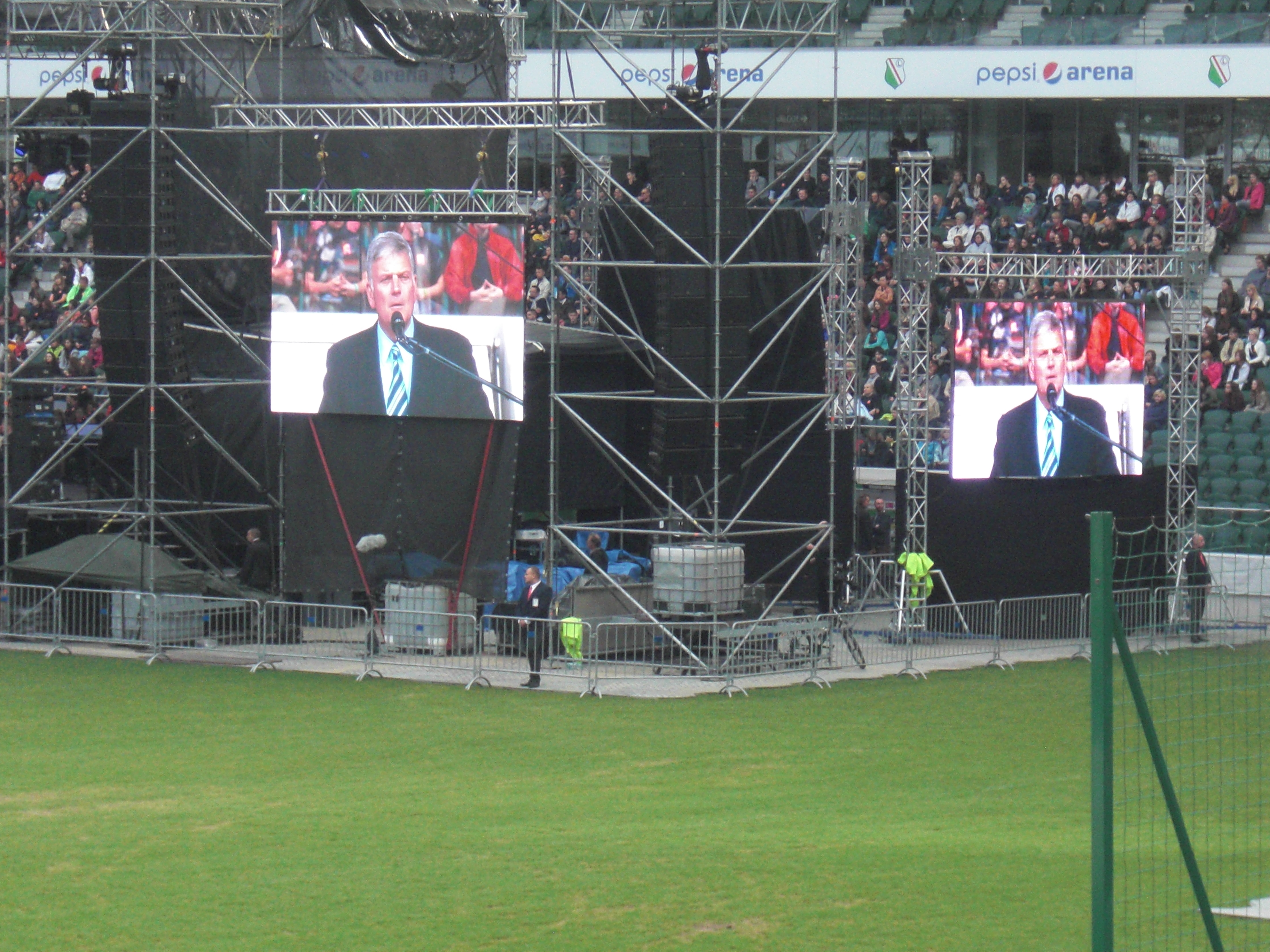
Festiwal Nadziei, Warszawa (2014)

Franklin Graham jest także prezesem zarządu organizacji charytatywnej Samaritan's Purse.
14 i 15 czerwca 2014 roku przeprowadził Festiwal Nadziei na Stadionie Legii w Warszawie. Pierwszego dnia zgromadziło się około 20 tysięcy ludzi.

## Kontrowersje i krytyka
W środowiskach fundamentalistycznych jest krytykowany za ekumenizm względem katolików i liberalnych protestantów. Jest przeciwnikiem małżeństw homoseksualnych, ale pomimo to współpracuje z Kościołami akceptującymi takie małżeństwa. Fundamentaliści zarzucają mu wspieranie homoseksualistów.

## Książki
- The Sower (2012)
- A Wing and a Prayer (2005)
- All for Jesus (2003), z Ross Rhoads
- Kids Praying for Kids (2003)
- The Name (2002)
- Living Beyond the Limits: A Life in Sync with God (1998)
- Rebel With A Cause: Finally Comfortable Being Graham (1995), autobiografia
- Miracle in a Shoe Box (1995)
- Bob Pierce: This One Thing I Do (1983)